# Cirerer
El cirerer o cirer (Prunus avium) és un arbre originari d'Europa, Àsia occidental i nord d'Àfrica, que pertany al gènere Prunus, de la família Rosaceae. Els cirerers cultivats per produir cireres provenen de selecció de les espècies Prunus avium i Prunus cerasus, i creuaments entre elles.

## Morfologia
El tronc és dret i la capçada força estreta, sobretot en medi forestal. Les branques estan agrupades en corones anuals. Arriba a 20-25 metres d'alçada i diàmetre de 0,60 m. A la joventut, l'escorça és de color gris rogenc lluent, llisa amb abundants lenticel·les blanquinoses. Més tard es formen bandes horitzontals, i després plaques, que s'esquerden. No obstant, pot ser que l'escorça es mantingui llisa durant molt de temps.
Les fulles són ovato-oblongues, serrades, amb una o dues glàndules vermelles a l'extrem del pecíol. A la tardor prenen un color vermell, això no obstant, en condicions desfavorables això passa durant l'estiu.
Les flors són blanques, amb cinc pètals, hermafrodites, agrupades en corimbes, de fecundació creuada per insectes (abelles). La floració es produeix al mes d'abril/maig, abans de l'aparició de les fulles. Els fruits, les cireres, es desenvolupen passats dos mesos, i són de tipus drupa.
L'arrelament depèn de les característiques del sòl. En terrenys profunds forma un sistema potent, contràriament al que passa en terrenys somers, amb evident perill d'arrabassament per ventades.

## Reproducció

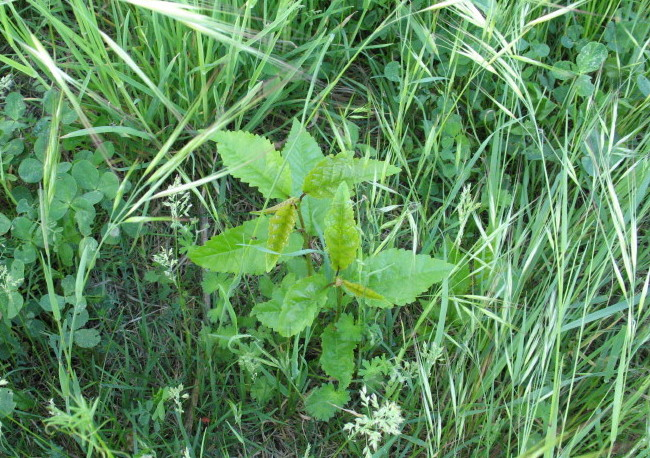
Plançó de cirerer

Les llavors del cirerer es disseminen pels ocells, que s'alimenten dels fruits, les cireres, encara que el sistema és poc eficaç degut a les nombroses dificultats i enemics a vèncer: insectes paràsits de les granes, destrucció dels plançons per mamífers (particularment cèrvids i conills), requeriments de llum per desenvolupar-se, etc.
El cirerer rebrota molt bé de soca després de tallat, ja que té la capacitat de brotar d'arrel. Les rebrotades més fortes es produeixen després d'una tallada. En aquestes circumstàncies, a més, les joves plantes probablement gaudiran de la il·luminació necessària per créixer. Aquest sistema de regeneració és el que provoca que moltes vegades els cirerers es trobin en petits rodals dins dels boscos. És la forma de reproducció que té més probabilitats d'èxit pel cirerer, perquè els brots tenen molta vitalitat a causa de gaudir d'un sistema radical ja molt potent.

## Ecologia
El cirerer viu cap a cent anys. És una espècie europea i d'Àsia occidental, i es pot trobar com a espècie forestal espontània del sud d'Escandinàvia fins a la Mediterrània, incloses les illes Britàniques. A la península Ibèrica n'hi ha als Pirineus i Prepirineus i al sud, arriba al nord d'Àfrica.
És molt resistent al fred hivernal, no obstant això, prospera millor en àrees de freds limitats. Així a França arriba a 1.700 m d'altitud, encara que el seu òptim és per sota de 800 m.
No requereix grans quantitats d'aigua, encara que no li agraden els extrems. No suporta els terrenys saturats d'aigua durant molt de temps ni tampoc les sequeres estivals fortes.
Durant els primers anys viu millor amb protecció de la llum excessiva, o fins i tot admet la coberta, no obstant això, aviat vol rebre il·luminació directa a la capçada i no suporta d'estar dominat. Al contrari, és millor que els troncs estiguin protegits de l'acció directa del sol.
El vent no li és un perill particular, excepte si té les arrels poc profundes. Les tempestes de neu humida que s'aferra a les branques pot causar el trencament de capçades.
No li agraden els sòls asfixiants, amb massa aigua o molt compactes, perquè requereix airejament. Li agraden els sòls humits.

## Producció de fruita
És un arbre molt resistent al fred i bastant a la secada que, empeltat sobre l'espècie Prunus mahaleb, també pot conrear-se en terres calcàries. La floració de finals de març a principi d'abril permet normalment escapar del perill de les glaçades. Les varietats utilitzades actualment ("Burlat", "Napoleó", "Van", "Ambrunesa o Picota", etc.) són d'origen francès o americà amb cireres més grosses i dolces que els tipus antics. Molt recentment s'han introduït varietats autocompatibles ("Summit", "Sunburst", "Stella", etc.) que per tant no necessiten pol·linitzadors d'una altra mena per donar fruit. Les malalties més freqüents del cirerer són la gomosi (emissió de goma produïda per causes fisiològiques o conseqüència de l'atac d'insectes) i la podridura d'arrels motivada per fongs del terra. A Europa, una de les plagues principals és la mosca de les cireres (Rhagoletis cerasi) que fa malbé els fruits.

### Importància a Catalunya
La producció de cireres a Catalunya ha estat molt important des del punt de vista qualitatiu. La seva collita i consum formen part de la tradició popular.
L'Exposició de cireres de Sant Climent de Llobregat és un esdeveniment d’èxit des de fa gairebé mig segle. Hi ha altres festes semblants com la de Torrelles de Llobregat.

## Fusta
La fusta de cirerer es de color vermellós i de duresa mitjana. Es preuada per a peces tornejades, la construcció de mobles i instruments musicals. També és emprada en tractaments de fumat de productes alimentaris, especialment a Nord-amèrica.

## Cultura japonesa
La variant japonesa sota la que se celebra l'arribada de la primavera és el Prunus serrulata, també anomenats Cirerer del Japó, extensament conreat per tot Àsia per a usos ornamentals, tot i que el seu fruit també és comestible. En japonès, aquest tipus de cirerer s'anomena Sakura (桜 o 櫻; さくら). Els especialistes en botànica realitzen prediccions per mirar d'endevinar el dia exacte que cauran els pètals de Sakura a cada una de les regions. Just quan cauen els pètals, la gent s'hi reuneix a sota i celebra l'arribada del bon temps.
Per la bellesa i delicadesa de les flors, el cirerer s'associa amb els cavallers a part d'amb el bon temps. Les flors són lleugeres i volen amb el vent, com la vida.

## Galeria d'imatges
| Cirerer florit | Fulla | Flor del cirerer | Cireres | Localització del cirerer a la Península Ibèrica |